# Slag bij Noordhorn
De Slag bij Noordhorn was een gevecht tussen Staatse en Spaansgezinde troepen op 30 september 1581.

## Aanloop
De Staatsen hadden in 1580 een grote tegenslag te verwerken gekregen doordat stadhouder George van Lalaing, graaf van Rennenberg, van de Staatse kant naar de Spaansgezinde zijde overliep. Dit wordt het 'Verraad van Rennenberg' genoemd. Hierdoor kwamen onder meer de stad Groningen met de Ommelanden in Spaanse handen. In de zomer van 1581 overleed George van Lalaing en werd de leiding van de stad Groningen tijdelijk overgedragen aan Johan Baptiste van Taxis en vervolgens aan Francisco Verdugo. Verdugo veroverde samen met Maarten Schenck veel gebied en vestigde zich in Noordhorn.
Noordhorn is een plaats gelegen tussen Friesland, dat toen in Staatse handen was, en het Spaansgezinde Groningen. Na Friese druk om de Spaansgezinde troepen aan te vallen werd in de herfst van 1581 een Staats leger naar Noordhorn gestuurd.

## Verloop
Op 30 september 1581 troffen beide legers elkaar iets ten westen van Noordhorn. Aanvankelijk leek de strijd in het voordeel van de Staatsen uit te vallen, Verdugo beschikte echter over kanonnen. Beide zijden verloren veel soldaten, maar de Spaansgezinden kregen de overhand en sloegen de Staatse troepen terug. De Staatse aanvoerders John Norreys en Willem Lodewijk van Nassau-Dillenburg moesten zich terugtrekken. De Spaansgezinden wonnen de slag.
Verdugo trok na de slag op naar Grijpskerk, maar werd daar verdreven doordat de Staatsen een dijk doorstaken.

## Sporen
Het gebied ten Noordhorn waar de slag heeft plaatsgevonden, wordt nog steeds aangeduid als Norritsveld, vernoemd naar de Engelse overste in Staatse dienst John Norreys. ten westen van Noordhorn. circa 1km verderop heeft zich rechts en links de slag afgespeeld.